# ツブサニコイ
『ツブサニコイ』は、関ジャニ∞の楽曲。2011年8月17日にインペリアルレコードから19枚目のシングルとして発売された。

## 概要
- 前作『365日家族』から約2か月振りのリリース。
- CDは初回限定盤、通常盤の2形態で発売。
- 表題曲「ツブサニコイ」は、ストリングスの音色が印象的な、まっすぐで力強いラブバラードとなっている[8]。
  - 17thシングル『マイホーム』以来2作振り、通算4曲目のシングルでのバンド曲である。
  - 同曲は、メンバーの錦戸亮が出演するフジテレビ系月9ドラマ『全開ガール』のエンディングテーマである[8]。
  - 自身が月9ドラマのテーマ曲を務めるのは初である。
- その他、全形態共通のカップリングとして「I to U」、通常盤のカップリングとして「七色パラメータ」「Hi & high」を収録[9]。
- 初回限定盤の特典DVDには、表題曲「ツブサニコイ」のミュージック・ビデオとメイキング映像を収録[9]。
- 2011年8月15日 - 18日、本作の発売を記念し、表題曲「ツブサニコイ」の世界観を象徴する「クローバー」の種袋を貼りつけた特大ポスターが、東京・渋谷駅、大阪・大阪駅、宮城・仙台駅のJR3駅に、掲示された[10]。
  - 同施策は、“幸せが訪れますように”との願いを込め、メンバーが「シアワセコイ クローバーのタネ」と名付けたテイクフリーの種袋をはがしていくと7人の特大ビジュアルが出現する仕組みとなっており、期間中は1日1回、種袋を補充。ポスター1枚につき144袋を貼付し、トータル約1万袋を配布した形となった[10]。
  - 種袋には世界で初めて、四つ葉のクローバーの種も封入された[10]。
    - 栽培初期は三つ葉が多いものの、株が大きくなるにつれて四つ葉の出現率が上がる種となっている[10]。

  - 16日・17日には東日本大震災の被災地である岩手県、宮城県、福島県、茨城県の4県を含む、札幌、東京、横浜、名古屋、大阪、福岡の計10都市のCDショップでも同種袋を合計3万袋配布した[10]。
- 2024年1月1日、デビュー20周年を記念し、過去にリリースされた全楽曲が各種音楽ダウンロードサービス、サブスクリプションサービスで配信されることに伴い、表題曲「ツブサニコイ」がベストアルバム『8EST』の収録曲、同年1月24日には同曲がアルバム『FIGHT』の収録曲として配信開始され、同年1月31日には本作の全収録曲の配信も開始された[11][12][13]。

### 各形態概要
| 曲名           | 形態 | 形態 |
| 曲名           | 初回 | 通常 |
| -------------- | ---- | ---- |
| I to U         | ○    | ○    |
| 七色パラメータ | ×    | ○    |
| Hi & high      | ×    | ○    |

| 特典内容                           | 形態                   |
| ---------------------------------- | ---------------------- |
| 特典DVD（詳細は#特典DVDを参照）    | 初回限定盤             |
| シアワセコイ フォトカード（全7枚） | 通常盤（初回プレス分） |

## 販売形態
- 発売日：2011年8月17日
  - 初回限定盤（TECI-829：CD+DVD）
  - 通常盤（TECI-830：CD）
    - 全7枚入りシアワセコイ フォトカード封入（初回プレス盤のみ）
- 発売日：2015年7月1日
  - 通常盤：再発売（JACA-5535：CD）
    - 自身の所属レコード会社を『テイチクエンタテインメント』から『INFINITY RECORDS』へ移籍したため、INFINITY RECORDSより再発売。
- 発売日：2019年7月12日
  - 通常盤：十五催ハッピープライス盤（JSNC-1519：CD）
    - 自身の配信アプリ『関ジャニ∞アプリ』対応のため、15%オフでの再発売。
- 発売日：2024年1月31日
  - 配信作品
    - デビュー20周年を記念した音楽ダウンロードサービスおよびサブスクリプションサービスでの配信[11][12][13]。

## チャート成績

### シングルチャート順位
- オリコンチャート
  - 初週15.3万枚を売り上げ、2011年8月29日付の「オリコン週間 CDシングルランキング」で週間1位を獲得した[2]。
    - 6作連続、通算14作目のシングル1位となった[2]。
    - 2011年発売したシングル4作全てで首位を獲得した事になり、2007年・2010年に記録した自己年間最多首位獲得数の3作を更新した[2]。

  - 2011年8月度「オリコン月間 CDシングルランキング」で月間4位を獲得した。
  - 累計186,571枚を売り上げ、2011年度「オリコン年間 CDシングルランキング」で年間39位を獲得した[3]。
- Billboard JAPAN
  - 2011年8月24日公開の「Billboard JAPAN Top Singles Sales」で週間1位を獲得した[5]。
  - 2011年度「Billboard Japan Top Singles Sales Year End」で年間25位を獲得した[6]。

### 各曲チャート順位
- Billboard JAPAN
  - 2011年8月24日公開の「Billboard Japan Hot 100」で表題曲「ツブサニコイ」が週間1位を獲得した[4]。
  - 2011年度「Billboard Japan Hot 100 Year End」で表題曲「ツブサニコイ」が年間44位を獲得した[7]。

## 収録曲

### CD
※「七色パラメータ」以降、通常盤・配信作品のみ収録。
1. ツブサニコイ - [4:56]
作詞：TAKESHI
作曲・編曲：Face 2 fAKE
  - フジテレビ系月9ドラマ『全開ガール』エンディングテーマ[8]
2. I to U - [4:16]
作詞・作曲：藤田大吾
編曲：大西省吾
3. 七色パラメータ - [3:59]
作詞：TAKESHI
作曲：福岡宗三
編曲：高橋浩一郎
4. Hi & high - [3:19]
作詞・作曲：RONDONRATS
編曲：Sean Gold
5. ツブサニコイ (オリジナル・カラオケ)
6. I to U (オリジナル・カラオケ)
7. 七色パラメータ (オリジナル・カラオケ)
8. Hi & high (オリジナル・カラオケ)

### 特典DVD（初回限定盤）
| #         | タイトル                         | 作詞  | 作曲・編曲 | 時間  |
| --------- | -------------------------------- | ----- | ---------- | ----- |
| 1.        | 「ツブサニコイ」(Music Clip)     |       |            | 4:57  |
| 2.        | 「ツブサニコイ」(メイキング映像) |       |            | 20:37 |
| 合計時間: | 合計時間:                        | 25:34 |            |       |

## 収録作品

### アルバム
ツブサニコイ
- 5thアルバム『FIGHT』
- 1stベストアルバム『8EST』
- 2ndベストアルバム『GR8EST』（201∞限定盤 特典CD）

※メドレーの1曲として収録。

I to U
- 2ndベストアルバム『GR8EST』（201∞限定盤 特典CD）

※メドレーの1曲として収録。

### シングル
ツブサニコイ
- 24thシングル『涙の答え』（通常盤 初回プレス分）

※リミックス音源のメドレーの1曲として収録。

### 映像作品

#### ライブ映像
ツブサニコイ
- 8thライブDVD/Blu-ray『KANJANI∞ 五大ドームTOUR EIGHT×EIGHTER おもんなかったらドームすいません』
- 9thライブDVD/Blu-ray『KANJANI∞ LIVE TOUR!! 8EST 〜みんなの想いはどうなんだい?僕らの想いは無限大!!〜』
- 16thライブDVD/Blu-ray『関ジャニ'sエイターテインメント』（Blu-ray盤 特典Blu-ray）
- 24thライブBlu-ray/DVD『超DOME TOUR 二十祭』

I to U
- 8thライブDVD/Blu-ray『KANJANI∞ 五大ドームTOUR EIGHT×EIGHTER おもんなかったらドームすいません』
- 16thライブDVD/Blu-ray『関ジャニ'sエイターテインメント』
- 17thライブDVD/Blu-ray『関ジャニ'sエイターテインメント ジャム』
- 42ndシングル『crystal』（期間限定-多謝台湾-盤 特典DVD）
- 19thライブDVD/Blu-ray『十五祭』

七色パラメータ
- 22ndライブBlu-ray/DVD『KANJANI∞ DOME LIVE 18祭』（初回限定盤A 特典Blu-ray/DVD）

Hi & high
- 8thライブDVD/Blu-ray『KANJANI∞ 五大ドームTOUR EIGHT×EIGHTER おもんなかったらドームすいません』